# Friederike Sophie Seyler
Friederike Sophie Seyler (née en 1738 à Dresde et décédée le 22 novembre 1789 à Schleswig) est une actrice et dramaturge allemande.